# Ecclesiam Dei

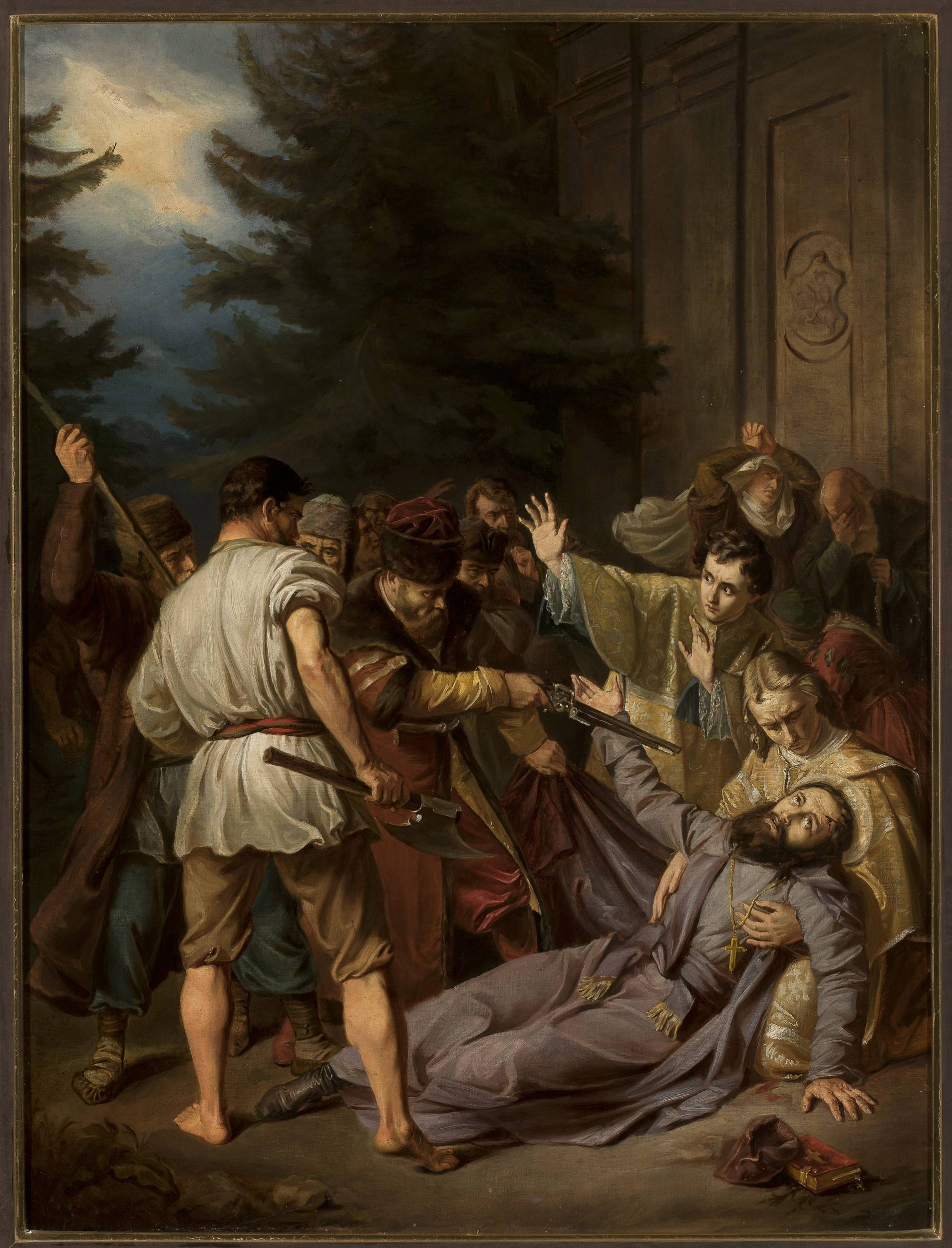
Мученицька смерть Йосафата Кунцевича. Юзеф Зіммлер, бл. 1861

Ecclesiam Dei — енцикліка папи Пія XI, проголошена 12 листопада 1923 року з нагоди 300-ліття мученицької смерті святого Йосафата Кунцевича.